# Allenhyphes vescus
Allenhyphes vescus är en dagsländeart som först beskrevs av Allen 1978.  Allenhyphes vescus ingår i släktet Allenhyphes och familjen Leptohyphidae. Inga underarter finns listade i Catalogue of Life.